# Bo Johan Hultman
Bo Johan Hultman, född 28 december 1938 i Sankt Matteus församling i Stockholm, död 27 december 1983 i Djursholm i Danderyds församling, Stockholms län, var en svensk journalist, filmkritiker och filmchef på Sveriges Television.

## Biografi
Bo Johan Hultman var son till disponent Sten B. Hultman och Ulla Hultman, född Ruben. Hultman växte upp på Östermalm i Stockholm och gick på Sigtunaskolan, där han tog studentexamen 1958. Därefter inledde han studier i juridik men sökte och kom in på Journalistinstitutet i Stockholm. Hultman var redaktör för Gaudeamus från 1961 och ingick i arbetsgruppen för Stockholms studentfilmstudio. 1962 gifte sig han sig med journalisten Barbro Sköllerstedt; de fick fyra barn. 

Hultman skrev filmkritik och artiklar om amerikansk undergroundfilm och den nya europeiska filmen. Han fick uppdraget som inköpare och programsättare till SFs kvalitetsfilmsbiograf Smultronstället på Folkungagatan i Stockholm. Därefter kom han 1967 till Sveriges Radio-TV som inköpare av film för att 1969 utnämnas till filmchef på TV1. Nils-Petter Sundgren blev filmchef på TV2.

Hultmans programsättning blev något av en filmskola för tittarna. Charles Chaplin, Buster Keaton och Bröderna Marx förekom frekvent för såväl barn som vuxna. Han köpte in TV-serien High Chaparall som fick svensk premiär 1968 och samma år startade Hultman nattbio med skräckfilm. Under 70-talet introducerade han regissörer som Rainer Werner Fassbinder, Werner Herzog, Andrej Tarkovskij, Luis Bunuel, Pier Paolo Pasolini, Jean Renoir och Elia Kazan. Därtill medverkade han i ett antal tv-program och långfilmer.
Hultman förblev filmchef på SVT1 fram till sin död 1983.